# 最初と最後にはワケがある
『最初と最後にはワケがある』（さいしょとさいごにはワケがある）は、朝日放送テレビで2021年2月7日から28日まで放送されたバラエティ番組である。全4回。

## 概要
日本全国のあらゆる場所で張り込みをし、"最初"および"最後"にやってくる人に声をかけて密着してその訳を探っていくドキュメンタリー形式のバラエティ番組。毎回、エンディングでMCのDAIGOが番組の感想を「DAI語」でまとめていく。

## 出演者

### MC
- DAIGO（BREAKERZ）[3]

### ゲスト
- 飯尾和樹（ずん） - 全4回[3]
- 新井恵理那 - 第1・2回[3]
- 堀田茜 - 第3・4回[3]

### ナレーション
- 内田真礼